# 김창수 (1943년)
김창수(1943년 5월 4일 ~ )는 대한민국의 정치인이다. 제24·25대 인천 동구청장을 역임했다.

## 역대 선거 결과
|  | 39.97% |

|  | 100.00% |

|  | 48.36% |